# 아니 예라냔
아니 바르다니 예라냔(아르메니아어: Անի Վարդանի Երանյան, 1991년 2월 4일 ~ )은 아르메니아의 배우이다.